# 탐라
탐라(耽羅)는 제주도에 존재했던 왕국이다. 삼국 시대부터 남북국 시대까지는 국가적 지위에서 한반도의 나라들과 교류하였고, 그 이전인 삼한 시대에도 마한 등과 교류한 것으로 추정된다.
고려 초에 독립적 지위를 상실하고 복속되었으나, 460여년에 걸친 성주시대 동안 제주 고씨가 성주로서 서탐라를 다스리고 남평 문씨가 왕자로서 동탐라를 다스리는 등 상당한 자치권을 유지하다가, 1404년(조선 태종 4년)에 완전 병합되었다.

## 국호
탐라는 때때로 탐모라국(耽牟羅國), 섭라(涉羅), 탁라(乇羅), 담모라(耽牟羅), 담라(憺羅)로도 지칭되었는데, 이 이름들은 모두 "섬나라"를 의미하며, 《삼국지》 동이전에서는 주호(州胡)라고 적고 있다.
알렉산더 보빈은 제주도의 옛 이름이 탐무라이며 일본어로 타니무라(谷村) 또는 타미무라(民村)이기에 15세기 이전에 한국어 사용자로 대체되기 전에 제주도에 일본어 사용자가 존재했다고 주장한다.

## 건국 신화
한 전설에 따르면 탐라를 건국한 세 명의 신성한 시조인 양을나, 고을나, 부을나는 기원전 24세기에 땅의 세 개의 구멍에서 나왔다고 한다. 삼성혈로 알려진 이 구멍은 지금도 제주시에 보존되어 있다.
태초(太初)에 사람이 없었는데, 세 신인(神人)이 한라산 북쪽 기슭 모흥혈(毛興穴)로부터 솟아 나왔다. 맏이는 양을나(良乙那), 그 다음을 고을나(高乙那), 셋째는 부을나(夫乙那)라고 했는데 세 사람은 수렵을 하면서 가죽옷을 입고 고기를 먹었다. 어느날 나무 상자가 동쪽 바닷가로 떠내려 온 것을 발견하고 나가서 열어 보니 그 안에 석함(石函)이 있고 붉은 띠에 자줏빛 옷을 입은 사자(使者) 한 사람이 따라와 있었다. 석함을 여니 푸른 옷을 입은 세 처녀와 구독(駒犢; 망아지와 송아지 등 가축)과 오곡(五穀)의 종자가 있었다. 사자(使者)가 "우리는 일본국(日本國)의 사신입니다. 우리 왕이 세 왕녀를 낳고 말하기를 「서해(西海)의 중악(中嶽)에 신자(神子) 세 사람이 내려와 장차 나라를 열고자 하나 배필이 없구나」 하고는 저에게 분부하여 세 딸을 모시고 여기에 오도록 한 것입니다. 마땅히 배필로 삼아 대업(大業)을 이루십시오."라고 말한 후 홀연히 구름을 타고 가버렸다. 세 사람이 나이 순서에 따라 세 여자를 나누어 아내로 삼고서, 샘이 달고 땅이 비옥한 곳으로 가서, 화살을 쏘아 땅을 점치고는 양을나가 사는 곳을 제일도(第一都)라 하였고, 고을나가 사는 곳을 제이도(第二都)라 하였으며, 부을나가 사는 곳을 제삼도(第三都)라 하였다. 처음으로 오곡을 파종하고 가축을 길러 나날이 부유하고 자손이 번성하게 되었다.
15대손에 형제 세 사람이 신라에 조회하니 왕이 큰아들을 성주(星主)라 부르고, 둘째 아들을 왕자(王子)라 불렀으며, 막내아들을 도내(都內)라 불렀다. 읍호(邑號)는 탐라(耽羅)라 하였는데, 이는 그들이 왔을 때 처음 탐진에 정박하였기 때문이다. 각기 보개(寶盖)와 의대(衣帶)를 하사하고 돌려보냈다. 자손이 번성하면서 고(高)씨가 성주(星主)가 되고, 양(良)씨가 왕자(王子)가 되며, 부(夫)씨가 도상(徒上)이 되었다. 후에 양(良)을 양(梁)으로 고쳤다.— 고려사 권57

설화에 따르면 양을나(楊乙那)가 제주도에 온 후, 반신화적인 상자가 섬 해안에 밀려왔다. 양을나는 상자를 뒤져 세 여인, 말, 소, 그리고 쌀, 곡식, 서곡, 보리, 대나무 등의 농경종자를 발견했다. 이윽고 세 사람은 탐라국을 세웠다. 그는 제주 양 본관의 시조인 양당의 전설적인 조상으로 여겨진다.

## 역사
탐라의 건국이나 초기 역사에 대한 역사적 기록은 발견되지 않았다. 그러나 제주 고산리 유적에서 신석기 시대의 융기문 토기와 타제 석창, 돌도끼 등 기원전 3000년 이전의 유물이 발견되었으며 남제주군의 상모리 패총에서는 한반도 육지부의 것과 유사한 민무늬 토기들이 발견되었다. 제주 삼양동 유적에서는 청동기 말에서 초기 철기시대에 해당하는 원형 주거 형태가 발견되었고, 제주 용담동 유적에서는 탐라시대 초기에 해당하는 유물들이 대거 출토되었다.
고고학적 증거에 따르면 탐라인들은 서기 1세기까지 한반도뿐만 아니라 고대 중국 왕조, 일본, 동남아시아, 남인도의 촐라 왕조(추정)와 활발한 무역을 벌였다. 왕국에 대한 최초의 역사적 언급은 서기 3세기에 쓰여진 중국 정사 역사서인 삼국지이다. 삼국지에 따르면 마한 서쪽의 큰 섬에는 주호라고 불리는 사람들이 살고 있었는데, 한인보다 키가 작고 말이 한인과 같지 않았다고 한다. 그들의 복식은 하의 없이 하나로 된 가죽옷을 걸쳤으며, 머리 모양이 선비족과 흡사하다고 진수는 적고 있다.
又有州胡 在馬韓之西海中大島上. 其人差短小 言語不與韓同. 皆髡頭如鮮卑 但衣韋 好養牛及豬. 其衣有上無下 略如裸勢. 乘船往來 市買韓中.
또 주호(州胡)가 마한의 서쪽 바다 가운데 큰 섬에 있다. 그 사람들은 차이나게 키가 작고 말이 한인(韓)과 같지 않다. 모두 머리를 선비족처럼 삭발하고 옷은 가죽으로만 해 입으며, 소나 돼지 기르기를 좋아한다. 그들의 옷은 위만 있고 하의는 없기 때문에 언뜻 보면 알몸 같다. 배를 타고 왕래하며 한(韓)에서 물건을 사고판다.
— 삼국지(三國志) 위서 동이전(魏書 東夷傳) 한(韓)

한반도와 구별되는 독특한 언어와 문화를 가진 주호인들은 본토의 마한과 교역을 했다. 그러나 주호가 서해의 작은 섬이었다고 주장하는 조선민주주의인민공화국 학자들과 당국자들에 의해 탐라와 함께 주호의 정체가 논란이 되고 있다.
《삼국사기》에는 백제 문주왕(文周王) 2년(476년)에 해당하는 시기에 탐라가 백제에 사신을 보내 방물을 바쳤고, 문주왕으로부터 은솔의 관등을 받았다고 한다. 탐라측 전승에 따르면 담왕(聃王)이 다스리던 때로, 정치적인 복속이라기보다 독자적인 정치권력과 자율적인 외교권을 행사하고 있던 탐라가 주도한 외교 관계였다. 지운왕(指雲王, 483~508)의 치세에 해당하는 백제 동성왕(東城王) 20년(498년) 8월, 동성왕은 탐라가 조공을 바치지 않는다는 구실로 탐라를 공격하기 위해 무진주(武珍州)까지 내려왔고, 탐라가 사신을 보내 화의(和議)를 맺고 백제군을 회군시켰다고 한다.
탐라 고씨의 전승에는 담왕 때 신라로 보내는 탐라의 조공선(朝貢船)을 가야포(伽倻浦)에서 가락(駕洛)에 약탈당하거나 검산포(劒山浦)에서 백제군에게 약탈당하기도 했다고 전하고 있는데, 백제 외에도 고구려 및 신라와도 탐라는 긴밀한 관계에 있었던 것으로 보인다. 《삼국사기》 및 《위서》(魏書)에는 고구려 문자명왕이 북위에 보낸 사신 예실불이 북위 세조에게 "(고구려에서) 황금은 부여에서 나고 가옥(珂玉)은 섭라(涉羅)에서 나는데, 부여는 물길에게 쫓겨나고 섭라는 백제에 병합되었기로 바치기가 어렵게 되었다."고 하는 내용이 있는데, 섭라를 탐라로 비정할 경우 탐라와 고구려 사이에는 일찍부터 적지 않은 양의 가(珂) 즉 진주를 비롯한 물품들의 교역이 활발했고, 그것은 역학관계로 보아 정치적인 교섭을 동반한 것이었지만, 백제가 고구려 공격의 후유증을 딛고 차츰 황해 남부의 해상권을 회복해나가면서 고구려와 탐라의 교역은 어려워졌고, 동성왕이 탐라를 정벌하기 위해 무진주까지 내려간 것은 탐라에 대한 영향력 강화, 내지 고구려와의 연관성을 완벽하게 끊어놓으려는 목적에서였다. 탐라는 백제의 간섭으로 신라 및 고구려와 교역을 더 유지할 수 없게 되었고, 이때 백제의 내법좌평(內法佐平) 고진노(髙眞老)가 탐라에 와서 산천지형을 시찰하였다고 한다.
일본과의 관계는, 익왕(翼王, 243~293) 때에 갈나고(曷那古)라는 이름의 왜인이 탐라에 왔다는 전승이 있으나 확실하지 않다. 야마토 시대에는 야마토 왕국에서 탐라와 교류하기 위해 탐라에 견탐라사를 파견하였으며, 《일본서기》에는 백제가 멸망한 이후 탐라에서 왜에 여러 차례 사신을 보냈다고 하는데, 이에 따르면 당나라에서 귀국하는 일본 견당사선이 우연히 탐라에 기항했고, 당군의 침공을 두려워하는 탐라는 한동안 일본에 조공을 계속 보냈다고 한다. 또한 《일본서기》에는 508년에 탐라가 백제와 처음 통교하였다고 되어 있다.
다명왕(多鳴王, 533~558)의 치세에 이르러는 백제 성왕(聖王)이 신라에 반격하기 위하여 탐라에서 병사를 낼 것을 요구하였다고 한다. 《수서》(隋書)에는 당시 이미 탐모라국, 즉 탐라국이 백제에 부속되어 있다고 되어 있어, 줄곧 백제의 영향력 아래 놓여 있었던 것으로 보인다.
또한 선덕여왕 시기 신라가 황룡사 9층탑을 세우면서 제4층에 탁라(托羅) 즉 탐라를 배열하고 있다. 체삼왕(體參王, 583~608)의 치세에 수(隋)의 전함 1척이 태풍으로 탐라에 표착한 것을 백제를 경유하여 돌려보냈다고 하며, 처량왕(處良王, 658~683)의 치세에 이르러 백제가 멸망했다. 663년에 한반도 육지부에서 벌어진 백강구 전투에서 당(唐)의 유인궤(劉仁軌)에게 항복한 자들 가운데 탐라의 사신도 포함되어 있었는데(《구당서》), 유인원(劉仁願)에게 삼신인(三神人)의 고도지형(古都地形)을 바치고 유인궤의 안내로 태산천제(泰山天祭)에 참석하였다고 한다. 탐라의 사신이 백강구 전투 이후 항복하였다는 기사를 볼 때 백제 부흥운동에 탐라도 깊이 개입되어 있었음을 짐작할 수 있다.
백제가 멸망한 뒤에는 신라에 부속되었다. 신라는 탐라의 세 왕자에게 성주(星主), 왕자(王子), 도내(都內)라는 칭호를 주었다. 서기 7세기 후반 신라 문무왕 때의 일이라는 설도 있는데, 《삼국사기》에는 문무왕 2년(662년)의 일로, 탐라국주 도동음률이 와서 항복하였다고만 되어 있을 뿐 탐라의 국주가 고씨 성을 사용한 흔적은 없다. 《영주지》 및 《성주고씨가전》에는 고을나의 15대 손이라는 고후(髙厚), 고청(髙淸), 고계(髙季) 삼형제가 탐진을 거쳐 신라에 입조하였다고 적고 있다. 이때 귀한 손님이 남쪽에서 올 것임을 알리는 별이 하늘에 보였다 하여 신라에서는 고후에게 성주라는 작호를 주고, 고청은 신라왕의 가랑이 사이로 기어나오게 한 뒤 '왕의 아들'이라고 하면서 왕자(王子)라는 칭호를 주었고, 나머지 한 사람 고계에게는 도내(徒內)라는 작호를 주었다고 한다. 이 성주, 왕자라는 작호는 이후 탐라 군주의 칭호가 되었다.
남북국시대 동중국해의 해상교통의 요충지였던 탐라국은 해상무역의 거점이 되었다. 9세기 신라  상인 장보고는 신라 국왕의 인가 아래 탐라와 완도를 거점으로 신라 당 일본 삼국과의 교역을 활발히 하였고, 북쪽으로는 일본 노토반도(이시카와현)와 쥬우산 미나토(아오모리현 고쇼가와라시)에서 남쪽으로는 광저우, 서쪽으로는 산둥반도에 이르는 해상무역을 실시하여 항해 안녕을 위해 관세음보살을 모시기 위한 법화사를 탐라와 완도에, 적산법화원을 산둥반도에 건립하였으며, 이 삼사원의 건립에 의해 탐라는 대승 불교에 의한 공통의 신앙과 함께 동아시아 문화권에 포섭되었다.
탐라는 935년 신라 멸망 후 잠시 독립을 되찾았다. 그러나 938년 고려에 복속되었는데, 제주 고씨의 전승에서는 민왕(岷王, 908~933)이 이미 고려에 사신을 보내 방물(方物)을 바쳤다고 적고 있다. 자견왕(933~938)이 왕자 양차미(梁且美)와 함께 938년 12월에 태자 고말로(末老)를 고려에 보내 입조시켰고, 고려 태조는 말로에게 성주, 왕자 작위를 제수하고 탐라의 궁실(宮室)을 성주청(星主聽)이라 개칭하였다고 한다. 1105년(고려 숙종 10년)에 탐라군으로 명명되어 고려의 지방행정구역인 전라도에 정식으로 편입되었고 1121년에 제주군으로 개칭되었으며 1153년에는 탐라현으로 변경되어 중앙에서 지방관(현령)이 파견되었지만, 성주, 왕자 등 옛 지배자의 칭호들이 인정되는 등 고려 말까지 자치권을 유지하였다. 그러나 1168년 양수의 난과 같이 고려의 경내관에 대한 제주인들의 반란이 여러 차례 일어나기도 했다.
1271년 원나라에 항거하던 고려의 삼별초들이 탐라에 침입하여 탐라 지배층을 몰아낸 후 탐라를 원나라에 저항하는 거점지로 삼았다. 1273년 원나라는 제주도에 남아있던 삼별초 세력을 제거한 후 1275년에 탐라총관부를 설치하여 원나라의 직할지로 삼고 말들을 기르는 목장들을 세웠으며, 원나라는 몽골군을 탐라에 파견하여 수비대와 말을 몰게 하였는데, 제주인들은 이들 몽골군을 목호라고 불렀다. 그 후 1294년에 원 성종이 즉위하자 원나라는 고려 국왕의 요청에 따라 탐라를 고려에 반환하고 원과 고려의 공치하에 두었는데, 1368년 원나라가 멸망하고 명나라가 들어서자 1374년에 목호의 난이 일어났고 고려는 25,000명의 군대를 보내 난을 진압한 후 목호들을 몰살시키고 탐라를 다시 고려의 직할지로 삼았다.
조선 태종(太宗) 4년(1404년) 성주 고봉례(髙鳳禮, ?∼1411)의 대에 이르러, 성주와 왕자의 명칭이 분수에 맞지 않는다는 이유로 성주는 좌도지관(左都知管), 왕자는 우도지관(右都知管)으로 개칭되어, 탐라에 형식적으로 남아있던 옛 탐라국의 잔재는 모두 사라지고 탐라는 제주로서 조정의 직접지배를 받게 되었다. 성주의 인부(印符)를 반납한 고봉례는 1407년 5월 우군동지총제(右軍同知摠制), 1410년에는 제주안무사가 되었으며, 1411년 8월 아들 상온(尙溫)에게 세직(世職)인 제주도주관좌도지관(濟州都州官左都知管)을 물려주고 한성에서 사망하였다.

## 대외 관계

### 백제와의 관계
- 지운왕(指雲王, 483~508) - 8월, 백제, 탐라를 치려고 무진주[(武珍州 : 광주(光州)]까지 내려옴. 탐라, 사신을 보내 화의(和議)하고 백제군을 회군(回軍)시킴. 탐라, 백제의 간섭으로 신라 및 고구려와 교역을 중단함. 백제의 내법좌평(內法佐平) 고진노(髙眞老), 탐라의 산천지형을 시찰함.
- 다명왕(多鳴王, 533~558) - 10월, 백제, 신라에 반격하기 위하여 탐라군(耽羅軍)의 출병을 요구함.
- 동성왕(479~501) - 탐라국을 복속시켰다. (498)

### 고구려와의 관계
- 지운왕(指雲王, 483~508) - 특산물 가[(珂 : 진주(珍珠)]를 고구려에 보냄.

### 신라와의 관계
- 담왕(聃王, 453~483) - 신라에 가는 탐라의 조공선(朝貢船), 가야포(伽倻浦)에서 가락군(駕洛軍)에게 약탈당함. [그 후 검산포(劒山浦)에서는 백제군(百濟軍)에게 약탈당함]

### 중국과의 관계
- 체삼왕(體參王, 583~608) - 수(隋)의 전함 1척, 태풍으로 탐라에 표착함. 수(隋)의 전함과 병사를 백제를 경유하여 돌려보냄.
- 처량왕(處良王, 658~683) - 삼신인(三神人)의 고도지형(古都地形)을 당(唐)의 오도독부(五都督府) 유인원(劉仁願)에게 바침. 당(唐)의 진수사(鎭守使) 유인궤(劉仁軌)의 안내로 태산천제(泰山天祭)에 참석함.

### 일본과의 관계
- 익왕(翼王, 243~293) - 왜(倭) 사신 갈나고(曷那古)가 탐라에 옴

### 고려와의 관계
- 민왕(岷王, 908~933) - 고려에 사신을 보내 방물(方物)을 바침
- 자견왕(自堅王, 933~938) - 12월, 태자 고말로(髙末老)를 고려에 입조(入朝)케함. 태조(太祖) 고말로(髙末老)에게 성주(星主), 왕자(王者) 작위를 제수함. 궁실(宮室)을 성주청(星主聽)이라 개칭함.

### 조선과의 관계
- 성주 고봉례(星主 髙鳳禮, ?∼1411) - 고려말에 탐라가 여러번 모반(謀反)하므로 이를 회유하려는 조정에 의하여 1386년 전의부정(典醫副正) 이행(李行)과 대호군 진여의(陳如儀)가 탐라를 위무하고 돌아올 때 함께 개경으로 들어와서 1388년 제주축마 겸 안무별감(濟州畜馬兼安撫別監)이 되었다. 태조 때는 빈번히 군마를 바치는 등 성의를 다하였다. 1402년 탐라성주 재직시에 신라 이래로 제주를 지배한 고씨(髙氏)와 양씨(梁氏)가 세습한 성주(星主)와 왕자(王者)의 명칭이 분수에 맞지 않는다고 개정하여줄 것을 청하여, 1404년에 성주는 좌도지관(左都知管), 왕자는 우도지관(右都知管)으로 개칭되었다. 1407년 5월 우군동지총제(右軍同知摠制), 1410년경에는 제주안무사가 되었다. 1411년 8월 아들 상온(尙溫)에게 세직(世職)인 제주도주관좌도지관(濟州都州官左都知管)을 승습시켜 줄 것을 청하여 승계시키고 한성에서 사망했다. 여말선초에 제주를 안무함에 큰 공이 있었고, 태종의 지극한 은총을 받았다.

### 연혁
- 476년(백제 문주왕 2년) : 백제에 조공하였다.[19]
- 498년(백제 동성왕 20년) : 백제의 속국이 되었다.[20][21]
- 662년(신라 문무왕 2년) : 탐라국주(耽羅國主) 도동음률이 신라에 항복하였다.[27]
- 938년(고려 태조 21년) : 고려에 복속되었다.[35]
- 1105년(고려 숙종 10년) : 탐라군(耽羅郡)이 설치되어 고려의 지방행정구역에 편입
- 1153년(고려 의종 7년) : 개경에서 탐라현령(지방관) 파견
- 1273년(고려 원종 14년) : 원이 탐라총관부 설치, 원나라의 영향권에 편입
- 1374년(고려 공민왕 23년) : 최영이 목호의 난을 진압
- 1404년(조선 태종 4년) 4월 : 탐라 성주(星主), 왕자(王者)를 좌도지관(左都知管), 우도지관(右都知管)으로 개칭, 성주 고봉례가 인부(印符)를 왕에게 반납[34][36][e]

## 유적 발굴
- 1997년 耽羅國 형성기 집터.돌 담장 발굴[37]
- 2011년 제주해군기지 현장서 송국리형주거지 등 발굴 제주해군기지 건설 현장에서 탐라국시대 성립기에 형성된 송국리형주거지와 유구 등이 대량 발굴됐다[38]
- 2012년 문화재청(청장 김 찬)은 26일 제주특별자치도 제주시 용담동 2696-2번지 일대 선사유적지와 지석묘 3기를 포함한 21필지(10,279m2)의 ‘제주 용담동 유적’을 국가지정문화재인 사적으로 지정 예고한다고 밝혔다.[39]

## 역대 군주

### 탐라 국왕
- 고을나왕 (高乙那王) (기원전 2337년 ~ 2205년)
- 건왕 (建王) (기원전 2205년 ~ 1766년)
- 삼계왕 (三繼王) (기원전 1766년 ~ 1122년)
- 일망왕 (日望王) (기원전 1122년 ~ 934년)
- 도제왕 (島濟王) (기원전 934년 ~ 770년)
- 언경왕 (彦卿王) (기원전 770년 ~ 618년)
- 보명왕 (寶明王) (기원전 618년 ~ 519년)
- 행천왕 (幸天王) (기원전 519년 ~ 425년)
- 환왕 (歡王) (기원전 425년 ~ 314년)
- 식왕 (湜王) (기원전 314년 ~ 246년)
- 욱왕 (煜王) (기원전 246년 ~ 206년)
- 황왕 (惶王) (기원전 206년 ~ 156년)
- 위왕 (偉王) (기원전 156년 ~ 104년)
- 영왕 (榮王) (기원전 104년 ~ 57년)
- 후왕 (厚王) (기원전 57년 ~ 6년)
- 두명왕 (斗明王) (기원전 6년 ~ 기원후 44년)
- 선주왕 (善主王) (기원후 44년 ~ 93년)
- 지남왕 (知南王) (기원후 93년 ~ 144년)
- 성방왕 (聖邦王) (기원후 144년 ~ 195년)
- 문성왕 (文星王) (기원후 195년 ~ 243년)
- 익왕 (翼王) (기원후 243년 ~ 293년)
- 지효왕 (之孝王) (기원후 293년 ~ 343년)
- 숙왕 (淑王) (기원후 343년 ~ 393년)
- 현방왕 (賢方王) (기원후 393년 ~ 423년)
- 기왕 (璣王) (기원후 423년 ~ 453년)
- 담왕 (聃王) (기원후 453년 ~ 483년)
- 지운왕 (指雲王) (기원후 483년 ~ 508년)
- 서왕 (瑞王) (기원후 508년 ~ 533년)
- 다명왕 (多鳴王) (기원후 533년 ~ 558년)
- 담왕 (談王) (기원후 558년 ~ 583년)
- 체삼왕 (體參王) (기원후 583년 ~ 608년)
- 성진왕 (聲振王) (기원후 608년 ~ 633년)
- 홍왕 (鴻王) (기원후 633년 ~ 658년)
- 처량왕 (處良王) (기원후 658년 ~ 683년)
- 원왕 (遠王) (기원후 683년 ~ 708년)
- 표륜왕 (表倫王) (기원후 708년 ~ 733년)
- 형왕 (逈王) (기원후 733년 ~ 758년)
- 치도왕 (致道王) (기원후 758년 ~ 783년)
- 욱왕 (勖王) (기원후 783년 ~ 808년)
- 천원왕 (天元王) (기원후 808년 ~ 833년)
- 호공왕 (好恭王) (기원후 833년 ~ 858년)
- 소왕 (昭王) (기원후 858년 ~ 883년)
- 경직왕 (敬直王) (기원후 883년 ~ 908년)
- 민왕 (岷王) (기원후 908년 ~ 933년)
- 자견왕 (自堅王) (기원후 933년 ~ 938년)

### 서탐라의 성주
- 고말로(髙末老) (938년 ~ 1030년)
- 고유(髙維) (1030년 ~ 1088년)
- 고조기(髙兆基) (1088년 ~ 1157년)
- 고정익(髙挺益) (1157년 ~ 1214년)
- 고적(髙適) (1214년 ~ 1270년)
- 고여림(髙汝霖) (1270년 ~ 1276년)
- 고정간(髙貞幹) (1276년 ~ ?)
- 고순(髙巡) (? ~ ?)
- 고복수(髙福壽) (? ~ 1281년)
- 고인단(髙仁旦) (1281년 ~ ?)
- 고수좌(髙秀佐) (? ~ 1318년)
- 고석(髙碩) (1318년 ~ ?)
- 고순량(髙順良) (? ~ 1357년)
- 고순원(髙順元) (1357년 ~ ?)
- 고명걸(髙明傑) (? ~ 1372년)
- 고신걸(髙臣傑) (1372년 ~ 1387년)
- 고봉례(髙鳳禮)[41] (1387년 ~ 1411년)

### 동탐라의 왕자
- 고청(高淸) 왕자(王子)
- 양구미(梁具美) 왕자(王子)
- 양두라(梁豆羅) 왕자(王子)
- 양호잉(梁號仍) 왕자(王子)
- 수운나(殊雲那) 왕자(王子), 중호장군
- 문착(文𧨳) 왕자(王子)
- 문양부(文陽夫) 왕자(王子)
- 문영희(文永禧) 왕자(王子)
- 문신(文愼) 왕자(王子)
- 문창우(文昌祐) 왕자(王子)
- 문창유(文昌裕) 왕자(王子)  및 성주(星主)
- 《연려실기술》 및 《동문광고》"탐라총관부가 폐지되고 난 뒤인 1294년 11월 4일에 문창유는 이전 성주인 고인단(高仁旦)의 직위와 함께, 탐라의 성주 및 왕자로서 홍정(紅鞓), 상아 홀(牙笏), 모자(帽), 양산(盖), 그리고 신발(靴)을 하나씩 받았다. 고려에서는 탐라가 자신들에게 귀순했다(歸于我)는 이유로 이 물품들을 하사했는데, 탐라에는 여전히 많은 몽골인 목호들이 남아있었고, 고려가 망하기 직전까지 이들의 반란은 지속됐다."

《연려실기술》 "왕자 문창유는 충렬왕에 의해 탐라의 성주로 임명되었다."
《동문광고》 "왕자인 문창유에게 성주의 칭호가 하사됐고, 그를 보좌하는 고인조(高仁朝) 등은 장복(章服)을 받았다."
- 문공제(文公濟) 왕자(王子)
- 문승서(文承瑞) 왕자(王子)
- 문신보(文臣補) 왕자(王子)
- 문충걸(文忠桀) 왕자(王子)
- 문충세(文忠世) 왕자(王子)

문탁의 5세손 문창우가 제주고씨의 사위가 되면서 탐라의 왕자직을 세습하였다. 근래에 연구진에 의해 복원된 씨족원류 및 동문선의 복원에 따르면, "문탁의 5세손이자, 문극겸의 장남 문후식의 차남인 문착(文𧨳)부터 문양부(文陽夫), 문영희(文永禧), 문신(文愼), 문창우(文昌祐), 문공제(文公濟), 문승서(文承瑞), 문신보(文臣補), 문충걸(文忠桀), 문충세(文忠世)로 이어지는 왕자직 세습으로 고씨의 성주가문에 버금가는 가문이 되었다고 전해진다.
탐라사에 남평 문씨가 등장하는 이유는 탐라 서쪽의 고씨 세력이 탐라 동쪽의 양씨 세력에게 위협받자, 육지의 세력인 고려의 중앙정부 귀족들과 권력적으로 연대하려 했기 때문이라고 사서는 전한다. 당시 고려는 무신들간의 다툼으로 혼돈의 상태에 놓여있었기에, 무신들에게 잘못 줄을 대었다가는 역으로 숙청될 위험이 높았다. 따라서 문신 출신이면서 무신들과 가깝고, 또한 지리적으로 제주도에 가까운 남평(나주)의 문씨가 정치적 차선적으로 선택되었다.
고려사절요 제14권에서 제17권 그리고 고려시기의 씨족원류에 따르면, 제주 고씨는 탐라에서의 지위를 지키고자 재상이자 상장군이었던 문극겸에게 지속적으로 접촉하였고, 문극겸의 아들들인 문후식, 문유필때 되어서(고려 고종시기) 본격적으로 군사와 친족을 보내어 제주 양씨를 축출하고 제주 고씨는 탐라의 서쪽, 남평 문씨는 탐라의 동쪽으로 완전히 권력을 분점했다. 그 결과, 제주 고씨는 고려의 중앙정부와 연줄을 대고, 지속적으로 성주의 지위를 유지할 수 있었고, 남평 문씨는 약 400년간 독립적인 권한으로 탐라의 동쪽을 안정적으로 통치할 수 있었다.
- 《여지도서》(輿地圖書)"원종 11년(1270년) 경오년에 반적 김통정이 삼별초를 거느리고 진도에 머무르다 이듬해 신미년에 탐라를 침략하니, 성주 고인?와 왕자 문창우 등이 (왕에게) 아뢰었다(十一年庚午反賊金通精領三別抄據珍島翌年辛未來據侵掠星主高仁朝王子文昌祐等以聞越)"고 한다."— 《여지도서》(輿地圖書)

## 같이 보기
- 백제
- 신라
- 고려
- 조선
- 탐라총관부
- 황룡사
- 벽랑국
- 이어도
- 부씨

### 설명주
1. ↑  탐라국왕세기라는 기록에서는 기원전 2337년이라고 나와있으나, 신빙성은 낮다.
2. ↑  왕국시대에는 탐라 전체를 지배하였으나 성주시대부터는 주로 서탐라 일대를 지배하였으며, 대부분 제주 고씨 출신이 담당하였다.
3. ↑  BC 2337년 ~ BC 2206년이라는 설이 있지만 신빙성은 낮다.
4. ↑  주로 동탐라 일대를 지배함.
5. ↑  이로써 16대 466년간의 탐라성주시대(耽羅星主時代)는 끝을 맺음.

### 참조주
1. ↑  Vovin, Alexander. 2013. ‘From Koguryǒ to T’amna: Slowly Riding South with the Speakers of Proto-Korean.’ Korean Linguistics, 15.2: 222-40.
2. ↑  탐라국 인구 보관됨 2014-10-17 - 웨이백 머신, 《탐라》, 2011년 2월 22일 확인
3. ↑  탐라국 - 네이버
4. ↑  “『北史』百濟傳”. 2016년 3월 4일에 원본 문서에서 보존된 문서. 2012년 3월 20일에 확인함.
5. 1 2 3 4  탁라 - 네이버
6. ↑  《수서》
7. ↑  太平御覽, part 四夷部二·東夷二, section 百濟
8. ↑  『三國志魏書』「東夷傳」馬韓傳 보관됨 2016-03-04 - 웨이백 머신 又有州胡在馬韓之西海中大島上
9. ↑  Vovin, Alexander. 2013.
10. ↑  “Jeju (Cheju) Island Travel Information: Samseonghyeol”. 2014년 7월 30일에 확인함.
11. ↑  Lee, Peter H.; de Bary, William Theodore: Sources of Korean Tradition, Volume I: From Early Times Through the Sixteenth CenturyNew York: Columbia University Press(1997), ISBN 978-0-231-10567-5.
12. ↑  “한국역대인물 종합정보 시스템 - 한국학중앙연구원”. 《people.aks.ac.kr》. 2020년 7월 19일에 확인함.
13. ↑  Il-yeon: Samguk Yusa: Legends and History of the Three Kingdoms of Ancient Korea, translated by Tae-Hung Ha and Grafton K. Mintz.
14. ↑  “Jeju Special Autonomous Province”. 2004년 9월 26일에 원본 문서에서 보존된 문서. 2012년 5월 16일에 확인함.
15. 1 2  이기환 선임기자 '고고학자 조유전과 떠나는 한국사 여행'(6) 1만년전의 세계 제주 고산리(下), 《경향신문》, 2008년 7월 25일 작성, 2011년 2월 22일 확인.
16. ↑  “용담동 유적서 청동기~철기시대 유물 대거 출토”. 《jejunews.com/》.
17. ↑  중국정사조선전, 삼국지(三國志) 위서(魏書)30 동이전(東夷傳) 한(韓) 한국사데이터베이스, 2023년 11월 3일 확인.
18. ↑  三國志/卷30-烏丸鮮卑東夷傳
19. 1 2  여름 4월, 탐라국에서 토산물을 바치니 임금이 기뻐하여 사신을 은솔(恩率)로 삼았다. (원문: 夏四月 耽羅國獻方物 王喜 拜使者爲恩率) 《삼국사기》 제26권 백제본기 제4 문주왕
20. 1 2  8월, 탐라가 공물과 조세를 바치지 않는다 하여 임금이 직접 치려고 무진주(武珍州, 광주)에 이르니, 탐라에서 소문을 듣고 사신을 보내 사죄하므로 곧 중지하였다. [탐라는 곧 탐모라(耽牟羅)이다.] (원문: 八月 王以耽羅不修貢賦 親征 至武珍州 耽羅聞之 遣使乞罪 乃止 [耽羅 卽耽牟羅]) 《삼국사기》 제26권 백제본기 제4 동성왕
21. 1 2  조현설 서울대 국문과 교수 (18) 탁라국은 어디로 갔을까, 《한겨레》, 2005년 3월 24일 작성, 2011년 2월 23일 확인.
22. ↑  “古代史獺祭 - 隋書　卷八十一　列傳第四十六　東夷傳　百濟”. 2008년 9월 25일에 원본 문서에서 보존된 문서. 2012년 1월 4일에 확인함.
23. ↑  滿洲源流考/卷03#隋 - 隋
24. ↑  滿洲源流考 - 隋
25. ↑  <해설> 담모라국과 백제 통치강역
26. ↑  "대만은 백제 속국"-소진철 교수
27. 1 2  탐라국주(耽羅國主)인 좌평 도동음률(徒冬音律)[또는 도동음진(津)]이 항복해왔다. 탐라는 무덕(武德, 백제 위덕왕) 이래로 백제의 속국이었기에 좌평을 관직의 호칭으로 삼았었는데, 이때에 이르러 항복하여 신라의 속국이 되었다. (원문: 耽羅國主佐平徒冬音律[一作津] 來降 耽羅自武德以來 臣屬百濟 故以佐平爲官號 至是 降爲屬國) 《삼국사기》 제6권 신라본기 제6 문무왕
28. ↑  제2의 개항 맞는 제주항, 명실상부 국제관광미항 도약
29. ↑  文(2008:22-23)
30. ↑  장성현 기자 책/새로쓰는 제주사, 《매일신문》, 2005년 7월 9일 작성, 2011년 2월 23일 확인.
31. ↑  文(2008:24-25)
32. ↑  文(2008:25)
33. ↑  文(2008:26)
34. 1 2  제주 토관의 호칭을 고쳤다. … 성주를 도주관 좌도지관으로 하고, 왕자를 도주관 우도지관으로 하였다. (원문: 改濟州土官號. … 以星主爲都州官左都知管, 王子爲都州官右都知管.) 《조선왕조실록》 태종실록7권, 태종 4년 4월 21일 신묘 1번째기사
35. ↑  장성현 기자 책/새로쓰는 제주사, 《매일신문》, 2005년 7월 9일 작성, 2011년 2월 23일 확인.
36. ↑  고재민 탐라국연표 보관됨 2016-03-04 - 웨이백 머신, 《제주고씨》, 2011년 2월 23일 확인.
37. ↑  耽羅國 형성기 집터.돌 담장 발굴, 《연합뉴스》, 1997년 8월 30일 작성, 2011년 4월 3일 확인.
38. ↑  제주해군기지 현장서 송국리형주거지 등 발굴
39. ↑  탐라국 최대 취락지구 용담동 유적 국가사적 된다
40. ↑  “탐라국왕 세계표 – 제주고씨”. 2021년 11월 16일에 확인함.
41. ↑  耽羅 마지막 星主 추정 분묘 발굴조사
42. ↑  “탐라성주 세계표”. 2014년 10월 21일에 원본 문서에서 보존된 문서. 2011년 10월 25일에 확인함.
43. ↑  성주 [ 星主 ], "탐라 왕의 별칭=성주"